# Jüdische Gemeinde Thalmässing

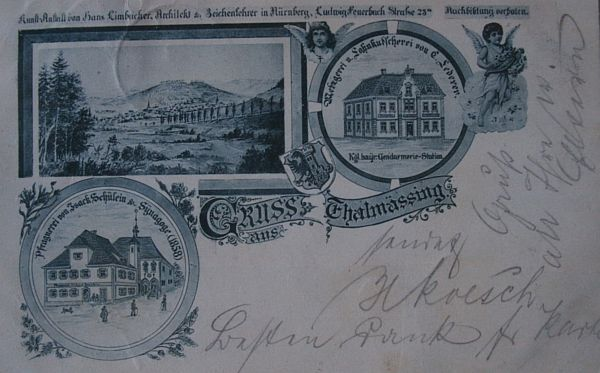
Ansichtskarte (um 1900) mit der Synagoge in Thalmässing, links unten das hintere Gebäude

Eine Jüdische Gemeinde in Thalmässing, einer Gemeinde im mittelfränkischen Landkreis Roth in Bayern, gab es bereits im 13./14. Jahrhundert.

## Geschichte
In Thalmässing, das zur Markgrafschaft Ansbach gehörte, lebten bereits im Mittelalter Juden, die sich durch Pfandgeschäfte und Getreidehandel ernährten. 

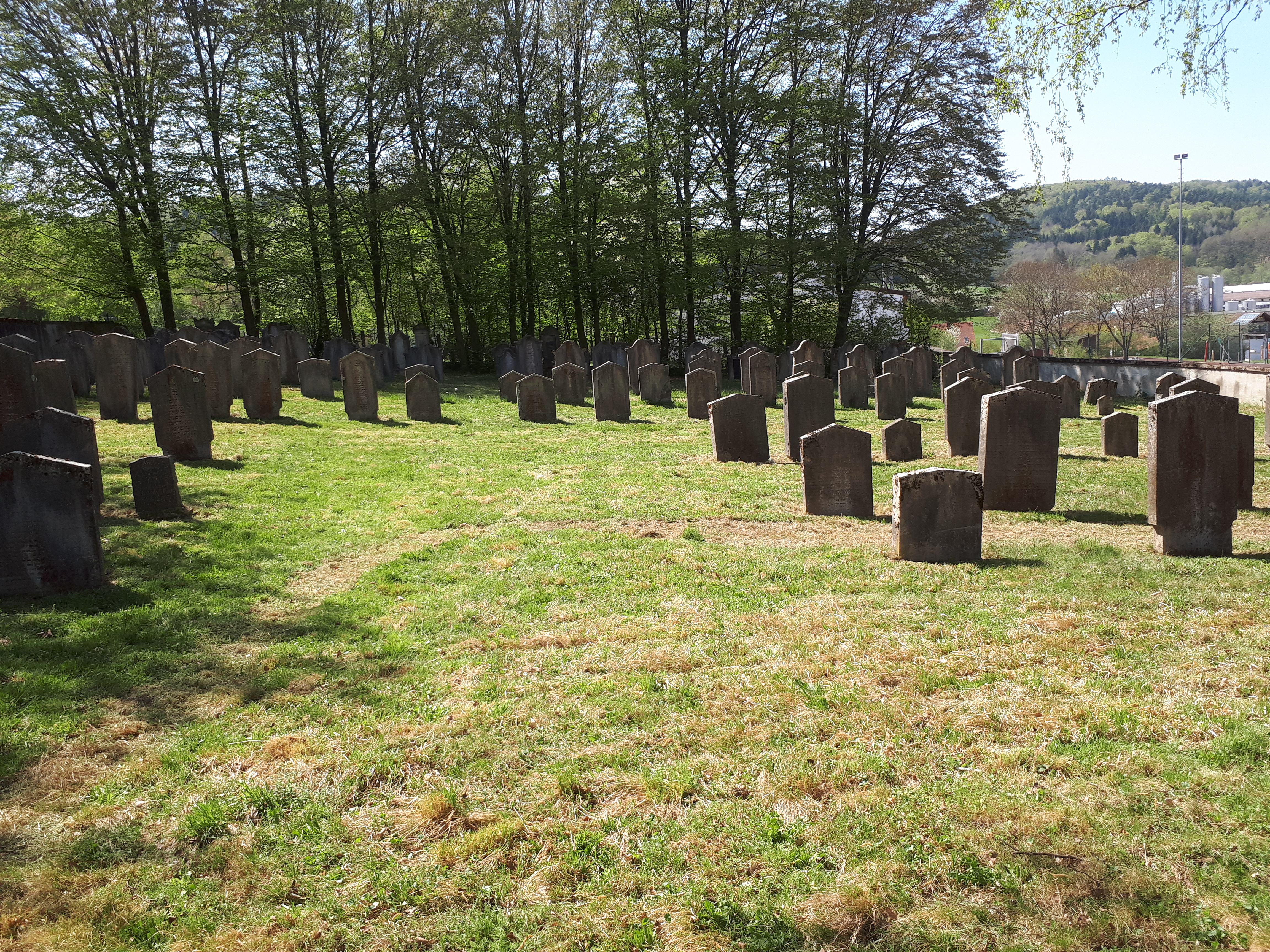
Jüdischer Friedhof in Thalmässing

Die Entstehung der neuzeitlichen jüdischen Gemeinde beginnt im 17. Jahrhundert. 1618 lebten fünf jüdische Familien in Thalmässing, nach dem Ende des Dreißigjährigen Krieges lebte nur noch eine jüdische Familie oder eine jüdische Person im Ort. 1674 waren es acht, 1689 vierzehn und 1714 21 jüdische Familien, die in Thalmässing lebten. Die höchste Zahl wurde 1743 erreicht, als 227 jüdische Einwohner im Ort gezählt wurden, darunter 118 Kinder. Die jüdischen Familien lebten in 32 Häusern. 
Die jüdische Gemeinde besaß eine Synagoge, eine Religions- und Elementarschule (siehe Jüdisches Schulhaus (Thalmässing)), ein rituelles Bad und seit 1832 einen Friedhof. Die Gemeinde gehörte bis 1851 zum Distriktsrabbinat Schwabach und wurde danach dem Distriktsrabbinat Sulzbürg zugeteilt. 
Im Jahr 1840 wurde ein jüdisches Schulhaus errichtet. Außer den Lehrern hatte die jüdische Gemeinde im 19. Jahrhundert zeitweise einen Vorbeter angestellt, der zugleich als Schächter sowie als Gemeindediener tätig war.  
Im Ersten Weltkrieg fiel aus der jüdischen Gemeinde der Unteroffizier Siegfried Rosenfeld (geboren 18. November 1895 in Thalmässing; gefallen am 16. August 1918).

### Gemeindeentwicklung
| Jahr    | Gemeindemitglieder                           |
| ------- | -------------------------------------------- |
| 1811/12 | 210 Personen, 20,5 % der Einwohner           |
| 1835    | 335 Personen, etwa ein Drittel der Einwohner |
| 1867    | 202 Personen, 17,0 % der Einwohner           |
| 1880    | 112 Personen, 10,1 % der Einwohner           |
| 1890    | 98 Personen, 8,4 % der Einwohner             |
| 1900    | 67 Personen, 5,9 % der Einwohner             |
| um 1925 | 42 Personen, 3,8 % der Einwohner             |
| 1933    | 33 Personen, 2,9 % der Einwohner             |

### Nationalsozialistische Verfolgung
Im Sommer 1933 kam es zu ersten Aktionen gegen jüdische Einwohner. Wegen der zunehmenden Repressalien und der Folgen des wirtschaftlichen Boykotts wurden die Lebensbedingungen für die jüdischen Familien in Thalmässing immer schwieriger. Bis Mai 1939 verließen alle jüdischen Einwohner den Ort: 13 konnten emigrieren, davon sieben in die USA, je drei nach Frankreich und Argentinien. Weitere 20 verzogen innerhalb Deutschlands, davon sechs nach Nürnberg, vier nach München und zehn in andere Orte. 
Die letzten neun jüdischen Bürger hatten sich zum Wegzug aus Thalmässing nach den Ereignissen beim Novemberpogrom 1938 entschlossen.
Das Gedenkbuch des Bundesarchivs verzeichnet 31 in Thalmässing geborene jüdische Bürger, die dem Völkermord des nationalsozialistischen Regimes zum Opfer fielen.

## Persönlichkeiten
- Joseph Schülein (1854–1938), Brauereibesitzer und Philanthrop